# Luton Town Football Club
Maillots
Actualités
Le Luton Town Football Club est un club de football professionnel anglais fondé en 1885 et basé dans la ville de Luton dans le Bedfordshire, à une cinquantaine de kilomètres au nord de Londres. Le club est surnommé les « Hatters », signifiant chapeliers en anglais, en référence à l'industrie chapelière très implantée à Luton et symbole de la ville depuis le XVIIe siècle.
Le club évoluait de la saison 2019-2020 à la saison 2022-2023 en EFL Championship (deuxième division anglaise) avant de faire son grand retour en Premier League pour la saison 2023-2024.

## Repères historiques

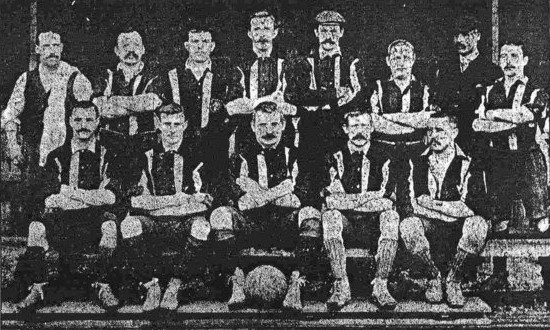
L'équipe de Luton Town pour la saison 1897-1898.

### Les débuts du Luton Town FC (1885-1955)
Le club est fondé en avril 1885 par la fusion des deux clubs majeurs de la ville, « Luton Town Wanderers » et « Excelsior ». Il adopte un statut professionnel en 1890 et rejoint la League (Division 2) en 1897. Luton Town est le premier club du sud de l'Angleterre à devenir professionnel, versant des salaires à ses joueurs dès 1890 et basculant entièrement professionnel un an plus tard.
Le club est entré dans l'histoire de la Football League le 13 avril 1936 quand, à l'occasion d'un match remporté 12-0 contre les Bristol Rovers, son attaquant Joe Payne devient le joueur ayant marqué le plus de buts en un seul match de Football League, avec 10 réalisations.
Pendant la Seconde Guerre mondiale, il accueille les débuts du footballeur autrichien Hans Menasse, enfant rescapé du Kindertransport.

### Des premiers succès instables (1955-1982)
Il n'atteint la première division du football anglais qu'en 1955 et ne parvient en finale d'une compétition majeure qu'en 1959, en FA Cup. Relégué de la première division en 1960, l'équipe est rétrogradée à deux reprises au cours des cinq années qui suivent, atteignant la quatrième division pour la saison 1965-1966, avant d'être de retour au plus haut niveau en 1974.

### Les années glorieuses (1982-1992)
Les années 1980 marquent la période faste de Luton Town. Elle débute en 1981-1982 lorsque le club remporte la deuxième division. Lors de la saison 1986-1987, Luton Town signe son meilleur classement en Premiership avec une 7e place.
La saison suivante, outre une 9e place en Premiership, le club se hisse en demi-finale de la FA Cup, où il est éliminé par Wimbledon FC, futur vainqueur de la compétition (1-2). Le 24 avril 1988, Luton Town remporte la League Cup, seul titre majeur du club, grâce à une victoire 3-2 sur Arsenal. Malgré la victoire en League Cup, le club ne peut participer à la Coupe UEFA lors de la saison suivante, en raison de l'exclusion des clubs anglais des compétitions européennes depuis la tragédie du Heysel survenue en 1985.

### Vers la sortie de la Football League (1992-2009)
Le club reste en première division jusqu'à la relégation en 1992, qui s'ensuit d'une lente dégringolade dans la pyramide du football anglais. À peine descendu en Championship (D2), le club lutte pour son maintien pendant trois saisons, puis finit par être relégué en League One (D3) en 1996.
Le 18 août 2007, lors du deuxième tour de la League Cup, Luton Town, évoluant alors en Football League One (D3), fait sensation en éliminant Sunderland qui évolue en Premier League. Le score est de 3-0 en faveur des Hatters.
Par la suite, des difficultés financières entraînent le club, en seulement trois ans, de la deuxième division anglaise à la cinquième, mettant fin à une période de 89 ans comme membre de la Football League.
L'équipe commence la saison 2008-2009 avec une pénalité de 30 points au classement du championnat de quatrième division (League Two), dont 10 points sont liés à des paiements illégaux d'agents de joueurs via une tierce partie et 20 points sont dus à l'incapacité du club à satisfaire les conditions requises afin de ne plus être sous administration judiciaire. La pénalité est d'autant plus sévère que Luton Town s'est trouvé à trois reprises en situation de banqueroute durant la décennie. Cela constitue également la plus grosse pénalité de points que la Football League ait jamais infligé. Avec un tel handicap au départ, Luton Town termine dernier du championnat et quitte la Football League pour la première fois de son histoire.

### Le «non-league» football (2009-2014)
En 2009, Luton Town joue la première saison de son histoire en Conference (D5). Après une première moitié de saison mitigée, Luton s'assure une place de barragiste lors de la phase retour, terminant à la 2e place du classement final. Lors des barrages de promotion, les Hatters butent sur York City en finale des barrages (0-1 au match aller, 0-1 au match retour, 0-2 au cumul) et voient leurs rêves d'une remontée immédiate s'envoler.
La saison suivante, Luton Town débute beaucoup mieux et pointe à la 4e place à la fin de l'année 2010. L'équipe reste stable durant la deuxième partie de saison, qu'elle conclut par une 3e place, synonyme d'une deuxième qualification pour les barrages de promotion en deux ans. En demi-finale, Luton Town se débarrasse de Wrexham FC (3-0 au match aller, 2-1 au match retour, 5-1 au cumul). En finale, l'AFC Wimbledon et Luton en viennent aux tirs au but, qui sont fatals aux Hatters (0-0 après prolongations, puis 3-4 aux tirs au but), qui échouent une nouvelle fois dans leur objectif de retour en Football League.
Lors de la saison 2012-2013, les Hatters, toujours pensionnaires de Conference (D5), atteignent les 8e de finale de la FA Cup après avoir éliminé les Wolverhampton Wanderers (D2) en 32e (1-0) et Norwich City (D1) en 16e (1-0). Ils échouent à ce stade face à Millwall (0-3).

### Retour professionnel et remontée (depuis 2014)
Lors de la saison 2014-2015, Luton Town remporte largement le titre en Conference, avec un total de 101 points (soit 19 de plus que Cambridge, 2e), la meilleure attaque (102 buts inscrits) et la meilleure défense (35 buts encaissés). Le club échoue à retrouver la League One lors de la saison 2016-2017, se qualifiant pour les playoffs grâce à leur quatrième place, mais butant sur Blackpool en demi-finale (2-3, 3-3). La saison suivante est plus fructueuse, avec une deuxième place derrière Accrington, et une promotion directe en League One.
Le club n'est que de passage en League One : à l'issue d'une saison 2018-2019 ponctuée par une série d'invincibilité de 28 matchs, Luton est sacré champion d'EFL League One (troisième division anglaise) et est promu en EFL Championship (deuxième division anglaise).
Pour son retour en Championship, le club vit une saison difficile dans le bas de tableau, et passe la seconde partie de saison en position de relégable. Après l'interruption liée à la crise du Covid-19, les Hatters corrigent le tir et commencent à prendre des points. Un succès à Swansea (0-1), et un nul à Leeds (1-1) entretiennent l'espoir, avant une lourde défaite contre Wigan (0-5), qui envoie le club à la dernière place. Ce revers est bien vite compensé par deux succès à Huddersfield (0-2), et à Hull (0-1). Lors de la dernière journée, Luton, à égalité de points avec le premier relégable (Charlton), l'emporte face à Blackburn, et se sauve en Championship, finissant la saison à la 19e place.
A l'issue de la saison 2022-2023, le club est promu en Premier League en éliminant Coventry City (1-1, puis 5-6 aux tirs au but) lors de la finale des barrages.
L'année suivante, le club est relégué en terminant 18eme après avoir tout de même lutté jusqu'à la dernière journée.
À l'issue de la saison 2024-2025, le club est relégué en EFL League One (troisième division anglaise).

## Palmarès et résultats
| Compétitions nationales |
| --- |
| - Football League Championship (1) - Champion : 1982 - Vice-champion : 1955 et 1974 - Football League One (2) - Champion : 2005 et 2019 - Vice-champion : 1970 - Football League Third Division South (1) - Champion : 1937 - Vice-champion : 1938 - Football League Two (1) - Champion : 1968 - Vice-champion : 2002 et 2018 - Football Conference (1) - Champion : 2014 - FA Cup (0) - Finaliste : 1959 - League Cup (1) - Vainqueur : 1988 - Finaliste : 1989 - Full Members Cup - Finaliste : 1988 |

## Identité du club

### Écussons

Écusson entre 2005 et 2009.
Écusson depuis 2009.

## Joueurs et personnalités du club

### Joueurs emblématiques
- Joe Payne
- Mick Harford
- Radomir Antic
- Billy Bingham
- Dally Duncan
- Mal Donaghy
- Mark Pembridge
- Simon Davies
- Carlos Edwards
- Don Givens
- John Hartson
- Bruce Rioch
- Ronny Rosenthal
- Brian Stein
- Matthew Taylor
- Allan Brown
- Robert Hawkes
- Keith Rowland
- Kingsley Black
- Ben Roberts
- Chris Kamara

### Effectif professionnel actuel
Le premier tableau liste l'effectif professionnel de Luton Town pour la saison 2024-2025. Le second recense les prêts effectués par le club lors de cette même saison.
En grisé, les sélections de joueurs internationaux chez les jeunes mais n'ayant jamais été appelés aux échelons supérieurs une fois l'âge-limite dépassé ou les joueurs ayant pris leur retraite internationale.

### Entraîneurs
Liste des entraineurs depuis 1901
| Entraîneurs de Luton Town Football Club |
| --- |
| - Charlie Green 1901-1928 - George Thomson 1925 (intérim) - John McCartney 1927-1929 - George Kay 1929-1931 - Harold Wightman 1931-1935 - Ned Liddel 1936-1938 - Neil McBain 1938-1939 - George Martin 1939-1947 - Dally Duncan 1947-1958 - Syd Owen 1959-1960 - Sam Bartram 1960-1962 - Bill Harvey 1962-1964 - George Martin 1965-1966 - Allan Brown 1966-1968 - Alec Stock 1968-1972 - Harry Haslam 1972-1978 - David Pleat 1978-1986 - John Moore 1986-1987 - Ray Harford 1987-1990 - Terry Mancini 1990 - Jim Ryan 1990-1991 - David Pleat 1991-1995 - Terry Westley 1995 - Lennie Lawrence 1995-2000 - Ricky Hill 2000 - Lil Fucillo 2000-2001 - Joe Kinnear 2001-2003 - Mike Newell 2003-2008 - Mick Harford 2008-2009 - Richard Money 2009-2011 - Gary Brabin 2011-2012 - Paul Buckle 2012-2013 - John Still (en) 2013-2015 - Andy Awford 2015-2016 - Nathan Jones (en) 2016-jan. 2019 |